# Єремія IV Константинопольський
Патріарх Єремія IV (грец. Πατριάρχης Ιερεμίας Δ΄; Крит — 1824 Мітилена) — Константинопольський Патріарх, який займав престол з 1809 по 3 березня 1813 року.

## Біографія
Народився на острові Крит. Не отримав систематичної освіти, але був розсудливим, миролюбним, добре знав турецьку мову, турецькі закони та звичаї.
Після висвячення у священний сан був протосинкелом при Патріаршому соборі в Константинополі. У лютому 1772 року обраний митрополитом Християнопольським. З жовтня до грудня 1780 р. був Місцеблюстителем Патріаршого престолу (після смерті патріарха Софронія II), брав участь у обранні патріарха Гавриїла IV., а в 1783 був обраний митрополитом Митилинським і висвячений на сан єпископа.

### Патріарство
1809 року був обраний на Константинопольську патріаршу кафедру.
Під час свого Патріарства сприяв освіті серед грецького народу. Їм написано окружне послання до християна, що засуджує розкіш, що забороняє поховання померлих усередині храмів та приписом ченцям жити відповідно до чернечих правил.
Будучи в похилому віці і схильному до хвороб 3 березня 1813 пішов на спокій і пішов у Мітилену, де і помер в 1824 в глибокій старості.